# تایرون اورچ
تایرون اورچ (انگلیسی: Tyrone Urch؛ زادهٔ ۱۲ ژوئن ۱۹۶۵) نظامی اهل بریتانیا است، که هم‌اکنون به‌عنوان فرمانده سپاه مهندسین سلطنتی فعالیت می‌کند. وی برندهٔ جوایزی همچون نشان امپراتوری بریتانیا شده‌است.